# Charles Harrison Townsend

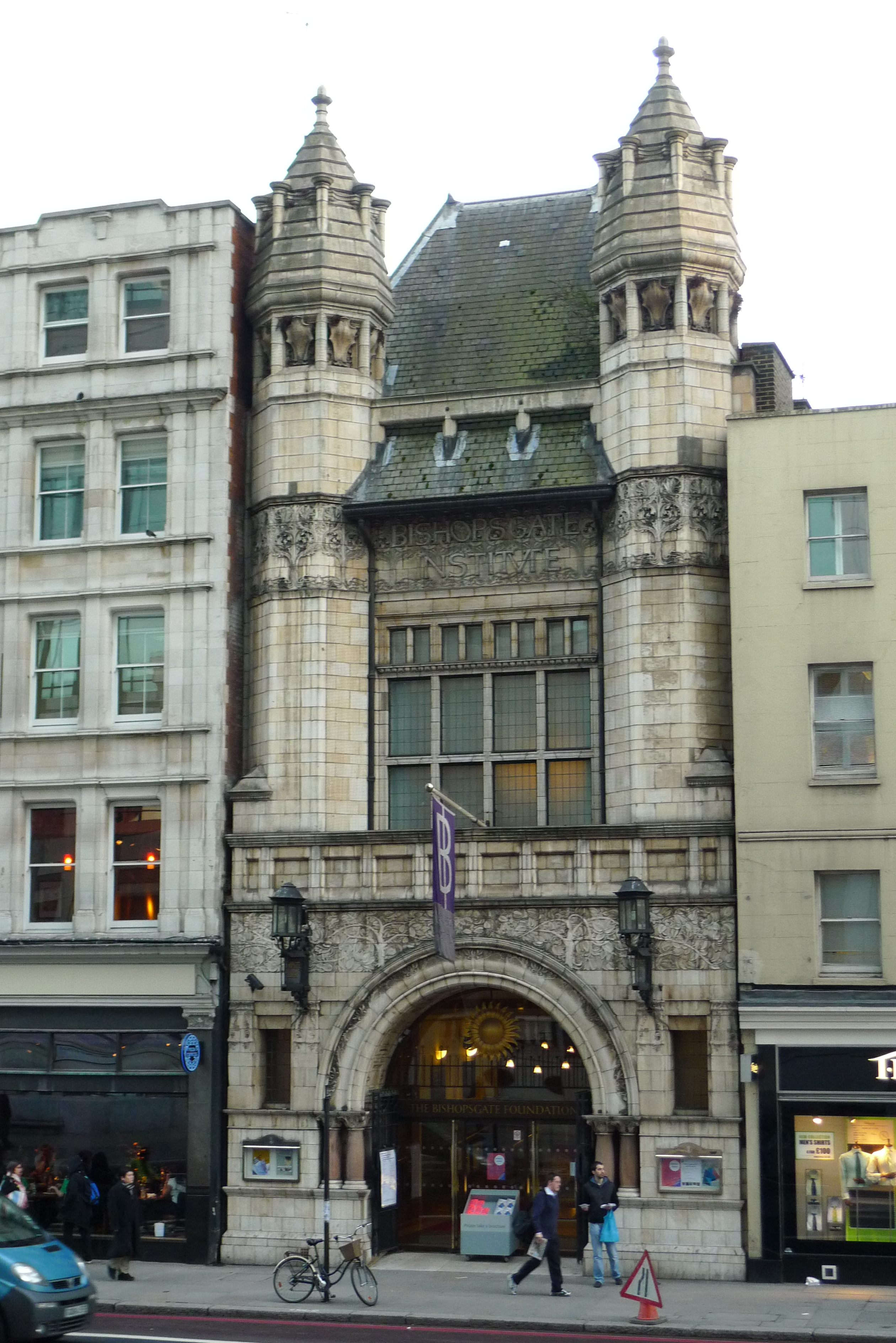
Bishopsgate Institute 1895

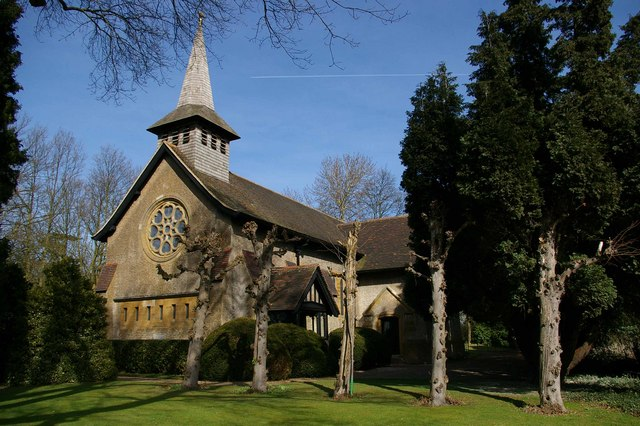
kościół w Great Warley

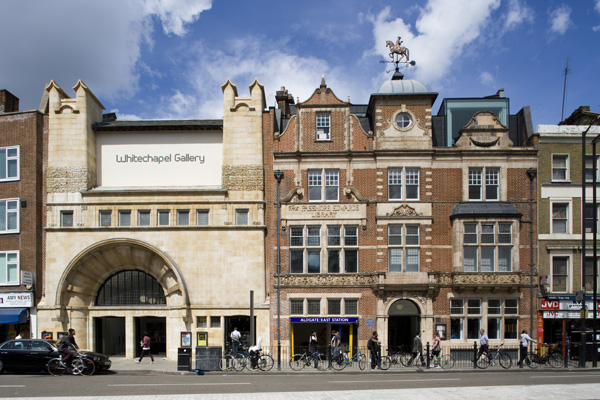
Whitechapel Art Gallery w Londynie

Charles Harrison Townsend (ur. 13 maja 1851 w Birkenhead, zm. 26 grudnia 1928 w Londynie) – angielski architekt, tworzący w stylu  secesji. 

## Życiorys
Przeprowadził się z rodziną do Londynu w 1880 roku i nawiązał współpracę z londyńskim architektem Thomasem Lewisem Banksem w 1884 roku.

## Główne dzieła
- Whitechapel Gallery w Londynie (1897–1901)
- Horniman Museum (1898–1901)[1]
- kościół w Great Warley (1902–1904)